# Hermann Jäger
Pour les articles homonymes, voir De Jager ou De Jaeger et Jäger.
Hermann Jäger, né le 7 octobre 1815 à Münchenbernsdorf et mort le 5 janvier 1890 à Eisenach, est un botaniste saxon-vimarois-isenacois, spécialisé dans les plantes médicinales et l'horticulture. Il est éditeur délégué de la revue de botanique Gartenflora fondée en 1852 par Eduard von Regel, de 1857 à sa mort.

## Biographie
Hermann Jäger se forme à l'horticulture au Belvédère de Weimar, puis dans différents lieux. Il voyage en 1840 en Italie, étudie ensuite au jardin du Luxembourg de Paris où il se spécialise en pomologie. Il est employé ensuite par le comte de Talleyrand-Périgord. Après avoir visité la Belgique et l'Angleterre, Jäger retourne au Belvedere, puis travaille pendant une courte période au jardin botanique de Berlin. En 1844, il devient jardinier au jardin botanique d'Erlangen (de) dont il est nommé inspecteur (c'est-à-dire directeur) par le grand-duc de Saxe-Weimar-Eisenach en 1873.
Jäger a créé de nombreux parcs, mais il consacre la majeure partie de son temps à la rédaction d'ouvrages d'horticulture. Son Lehrbuch der Gartenkunst, publié en 1877, rencontre un grand succès.

## Quelques publications
- Jäger, H. & Beissner. 1884. Ziergeholze der Garten und Parkanlagen: Alphabetische geordnete beschreibung, Kultur und Verwendung Aller bis jetzt naher bekannten Holzpflanzen und ihrer Abarten, Welche in Deutschland und Landern von gleichem Klima im freien gezogen werden konnen ... ein handbuch fur Gartner, Baumschulen- und Gartenbesitzer, Forstmanner, etc. éd. 2. Abbreviation: Ziergehloze Gart. Park., éd. 2. B. F. Voigt, Weimar
- Jäger, H. 1890. Der Apothekergarten: Anleitung zur Kultur und Behandlung der in Deutschland zu siehenden medicinischen. Cohen, Hannover
- Jäger, H. Gartenkunst und Gärten sonst und jetzt : Handbuch für Gärtner, Architekten und Liebhaber, Berlin : Parey, 1888.
- Jäger, H. 1882. Katechismus der Rosenzucht. Vollständige Anleitung über Zucht, Behandlung und Verwendung der Rosen im Lande und in Töpfen Leipzig: Weber
- Jäger, H. 1877. Katechismus der Ziergärtnerei oder Belehrung über Anlage, Ausschmückung und Unterhaltung der Gärten Leipzig: Weber

C'est sous sa responsabilité que paraît:
- Illustrirte Bibliothek des landwirthschaftlichen Gartenbaues für Gärtner, Landwirthe und Gartenbesitzer. Mit besonderer Berücksichtigung des Obst- und Gemüsebaues sowie des Gartenbetriebes in Frankreich und England. Erste Abth.: Der Praktische Obstgärtner in drei Bänden: 
  - Vol. 1: Die Baumschule. Vollständige Anleitung zur Anzucht der Obstbäume zum Betriebe der Baumschulen im Grossen und Kleinen und zur Gewinnung neuer Obstsorten aus Samen., 2 éd., Leipzig, Otto Spamer, 1860, 239 pp. dont 65 pages illustrées dans le texte gedruckten Abb., 1 pl., etc.
  - Vol. 2: Der Obstbaumschnitt
  - Vol. 3: Der Obstbau, Leipzig, Otto Spamer, 1860